# Cantón Macará
Macará es un cantón de la provincia de Loja. Está ubicado a 195 km de la ciudad de Loja, en la región Costa. El cantón posee un conjunto de extensos valles con terrenos empleados principalmente para la producción de arroz. El cantón Macará está atravesado por el río del mismo nombre, formándose en sus riberas balnearios visitados por turistas nacionales y extranjeros. Este río también sirve de límite natural internacional con Perú, sobre el cual se levanta el puente internacional que da la bienvenida a los turistas que visitan la región. Según el Instituto Nacional de Estadística y Censos (INEC), hasta el año 2022, Macará cuenta con aproximadamente 15,235 habitantes.

## Historia
Dicen que Macará es de origen incásico de una tribu llamada Macarara y por el continuo uso se suprimió la última sílaba, quedando en Macará.
Fue un asentamiento nativo en época de la conquista, pues el padre Juan de Velasco ya lo anota en su mapa del Reino de Quito. en los primeros años de la república el asentamiento poblacional se reducía a varias casuchas diseminadas en varios puntos de la zona, hasta que en el año de 1837 llegó a la región el general Juan Otamendi, patriota y héroe de la independencia, quien comprendiendo que había los elementos necesarios, se empeñó en la empresa de formar un pueblo. Macará fue elevada a categoría de Cantón el 22 de septiembre de 1902.
Macará es un pueblo milenario que ha ido construyendo su identidad a través de diversos procesos provenientes de un doble aporte, tanto de las comunidades nativas que aquí vivían, como de los nuevos grupos de mestizos, blancos y afros que llegaron a estas tierras.

## Geografía
En el cantón de Macará, con 576 km² de superficie que constituyen el 5,2% de la superficie provincial, se ubican las parroquias rurales de La Victoria, Larama y Sabiango, y las parroquias urbanas de Eloy Alfaro y Macará Central.
Hidrográficamente, el cantón constituye la subcuenca más importante de la Cuenca del Catamayo-Chira. A pesar de situarse entre la cordillera andina y las estribaciones costeras, desde el punto de vista de los geosistemas andinos, Macará pertenece al denominado “bosque tropical seco” y cuenta con un clima de costa.
Por su perfil orográfico, tiene un relieve que desciende desde los 2.000 metros en el este hasta los 200 metros en el oeste. Se definen tres ecosistemas en el cantón: uno templado a 2.000 m s. n. m., con precipitaciones que fluctúan entre 500 y 1.000 mm anuales; otro subtropical seco entre 1.000 y 1.600 m s. n. m. de relieve abrupto con precipitaciones entre 400 a 800 mm; y otro ecosistema cálido, de relieve llano, colinado y de hoyas ardientes entre 250 y 600 m s. n. m., con precipitaciones de alrededor de 500 mm anuales.

## Clima
El clima es mayoritariamente tropical sabana y subtropical seco, con una temperatura promedio entre 20 °C - 26 °C y de siete a ocho meses secos al año.

## Actividad Económica
Agricultura y libre comercio en su frontera con Perú. Venta de Víveres y Productos químicos para la agricultura.
La actividad productiva de mayor importancia en el cantón es la agropecuaria, seguida por el comercio. La producción agropecuaria está constituida por cultivos de arroz, maní, frutales (mango, cítricos, guama), maíz, yuca, caña de azúcar, banano, y la crianza de ganado bovino para carne y leche, aves, porcinos y cabras.
En cuanto a los recursos ambientales, cabe destacar la presencia del Bosque Seco y la conservación de relictos importantes para refugio de algunas especies en peligro de extinción, como el oso hormiguero, el tigrillo y el venado.
Otro de los aspectos que influyen en su economía, es la migración de su población, hacia Estados Unidos y Europa. Esta migración ha tenido lugar desde hace varias décadas, incrementándose durante las sequías en la zona, o en crisis económicas nacionales, los migrantes, con el dinero ganado en el exterior, también contribuyen al crecimiento de la ciudad y Cantón.

## División administrativa
El cantón Macará cuenta con las siguientes parroquias:

### Parroquias rurales
- Larama
- Sabiango
- La Victoria

## Fiestas Cantonales
- 10 de agosto, feria Comercial de integración Fronteriza[2]
- 22 de septiembre de 1902 – Cantonización de Macará.[3]
- 27 de septiembre de 1902 – Parroquialización de Macará.
- 25 de abril de 1967 – Parroquialización de Eloy Alfaro.
- 11 de marzo de 1947 – Parroquialización de Larama.
- 20 de abril de 1912 – Parroquialización de Sabiango.
- 16 de septiembre de 1955 – Parroquialización de La Victoria.

## Radio y televisión
Existen dos canales locales de televisión: Maxivisión Canal y Macará TV, y una emisora de radio FM local: "Stereo Macará".

## Gastronomía
Comidas Típicas:
- Ceviche de carne de res.
- Seco de Chivo
- Seco de Gallina
- Ceviches marinos al estilo peruano
- Guatita
- Hornado de Chancho
- Hornado de gallina criolla.
- Arvejas con guineo.
- Cecina de Chancho